# محمد هاشم طاهر البطاح
محمد هاشم طاهر البطاح (1955 - 22 أبريل 2021) برلماني يمني، عضو في مجلس النواب، عن الدورة البرلمانية 2003-2009 والكتلة البرلمانية لنواب حزب التجمع اليمني للإصلاح عن الدائرة الانتخابية رقم (98) بمحافظة إب.

## فترة المجلس
باتفاق عرف بأسم «إتفاق فبراير» تمددت فترة المجلس لمدة عامين، وبقيام ثورة الشباب اليمنية لم تُجرَ الانتخابات، وبحسب إتفاق المبادرة الخليجية تمددت لمدة عامين آخرين حتى 2013 .